# Герб Люблинского воеводства (Королевство Польское)
Герб Люблинского воеводства (пол. Herb Województwa Lubelskiego) — официальный символ Люблинского воеводства Речи Посполитой.
Воеводство образовано в 1474 году в составе Малопольской провинции Королевства Польского. Ликвидировано в связи с третьим разделом Польши в 1795 году.

## Описание
В издании польского летописца Яна Длугоша Insignia seu clenodia Regis et Regni Poloniae приводится следующее описание:

Земля Люблинская имеет в поле красном рогатого оленя в прыжке, шею которого украшает золотая корона.

## История
Герб воеводства похож на польский дворянский герб Брохвича. Однако считается, что он происходит из Силезии, хотя точных сведений об этом нет. Олень также может происходить из средневековой символики, связанной с культами святых — покровителей охотников — Губерта Льежского и великомученика Евстафия.
Впервые изображение оленя упоминается как символ Люблинской земли в середине XIV века. Позднее изображение оленя с короной стало официальным гербом нового Люблинского воеводства, созданного в 1474 году указом короля Казимира IV на территориях, отделённых от Сандомирского воеводства.
Люблинский олень с короной встречается на королевских печатях Сигизмунда I и Сигизмунда II Августа.
- Герб воеводства из Статута Лаского, 1506
- Герб на воротах замка в Бжеге в Нижней Силезии, построенного в 1554—1560 годах.
- Рисунок герба, 1720
- Герб в Посольском зале Королевского замка Варшавы, после 1720
- Рисунок герба из гербовника 1875 года